# Marko Gelo
Marko Gelo (Livno, 1. siječnja 1950. – Herceg Novi, 21. kolovoza 2009.), član Franjevačke provincije Bosne Srebrene.
Osnovnu školu završio je u Strupniću i Čelebiću, Franjevačku klasičnu gimnaziju u Visokom, Filozofsko-teološki studij u Sarajevu, Münsteru i Ljubljani. Franjevački habit obukao je 14. srpnja 1972. u Visokom. Godinu novicijata proveo je u Kraljevoj Sutjesci gdje je položio i prve zavjete 17. rujna 1973. Svečane zavjete položio je u Sarajevu 19. listopada 1977. a za svećenika je zaređen 12. svibnja 1979. u Münsteru (Njemačka). Pastoralno je služio kao župni vikar na Petrićevcu (1979. – 1982.), Novom Šeheru (1982. – 1985.), Livnu (1985. – 1987.), Vidošima (1997. – 2000.) i Podhumu (od srpnja 2009.). Službu župnika obavljao je u Bihaću (1987./88.), Livnu (1988. – 1997.; 2003. – 2009.) i Vidošima (2000. – 2003.). Bio je član Uprave (definitor) Franjevačke provincije Bosne Srebrene od 2000-2003. te dekan Livanjskog dekanata od 2003. do 2009.
Tijekom rata u Bosni i Hercegovini istakao se humanitarnim radom, pomažući sve potrebite bez obzira na vjeru i naciju. Najzaslužniji je i što je u ratu sačuvano više od stotinu ikona i drugih relikvija pravoslavne crkve Uspenija Presvete Bogorodice u Livnu, koje su nakon rata vraćene Pravoslavnoj crkvi.